# Pont de Sant Antoni de la Grella
El Puente de Sant Antoni de la Grella (“Puente de San Antonio de la Grela” en español) es una construcción de origen medieval en el antiguo camino que une Ordino con Andorra la Vieja.
En sus orígenes fue el puente que permitía el paso desde esta última a La Massana, delimitando las dos parroquias.